# Mizgin Ay
Mizgin Ay (in curdo Mizgîn Ay‎; Batman, 22 giugno 2000) è una velocista turca.

## Biografia
Nata a Batman in Turchia, da una famiglia curda, è cresciuta a Beypazarı, città a 2 ore da Ankara in cui la famiglia si è trasferita dopo la sua nascita, ha iniziato a praticare atletica leggera in seconda elementare.

## Progressione

### 100 metri piani
| Stagione | Misura | Luogo     | Data      | Rank. Mond. |
| -------- | ------ | --------- | --------- | ----------- |
| 2024     | 12"13  | Konya     | 10-8-2024 |             |
| 2023     | 11"72  | Smirne    | 5-9-2023  |             |
| 2022     | 11"68  | Bursa     | 25-8-2022 |             |
| 2021     | 11"55  | Tallinn   | 12-6-2021 |             |
| 2020     | 11"85  | Bursa     | 25-8-2020 |             |
| 2019     | 11"56  | Napoli    | 8-7-2019  |             |
| 2018     | 11"53  | Bursa     | 15-8-2018 |             |
| 2017     | 11"57  | Nairobi   | 13-7-2017 |             |
| 2016     | 11"82  | Tbilisi   | 14-7-2016 |             |
| 2015     | 12"40  | Tbilisi   | 27-7-2015 |             |
| 2014     | 12"82  | Eskisehir | 10-5-2014 |             |

### 200 metri piani
| Stagione | Misura   | Luogo     | Data       | Rank. Mond. |
| -------- | -------- | --------- | ---------- | ----------- |
| 2024     |          |           |            |             |
| 2023     | 24"26    | Smirne    | 6-9-2023   |             |
| 2022     |          |           |            |             |
| 2021     | 23"49    | Tallinn   | 10-7-2021  |             |
| 2020     | 24"08(i) | Istanbul  | 2-2-2020   |             |
| 2019     | 23"56    | Leiria    | 21-9-2019  |             |
| 2018     | 23"81    | Castellón | 15-9-2018  |             |
| 2017     | 23"76    | Nairobi   | 16-7-2017  |             |
| 2016     | 24"18    | Tbilisi   | 15-7-2016  |             |
| 2015     | 24"96(i) | Istanbul  | 27-12-2015 |             |
| 2014     | 26"62    | Eskisehir | 11-5-2014  |             |

## Palmarès
| Anno | Manifestazione          | Sede     | Evento            | Risultato  | Prestazione | Note                          |
| ---- | ----------------------- | -------- | ----------------- | ---------- | ----------- | ----------------------------- |
| 2016 | Europei U18             | Tbilisi  | 100 m piani       | 6ª         | 11"96       | [ 2 ]                         |
| 2016 | Europei U18             | Tbilisi  | 200 m piani       | 7ª         | 24"32       | [ 3 ]                         |
| 2016 | Europei U18             | Tbilisi  | Staffetta svedese | Batteria   | dq          |                               |
| 2017 | Mondiali U18            | Nairobi  | 100 m piani       | Oro        | 11"62       | [ 4 ]                         |
| 2017 | Mondiali U18            | Nairobi  | 200 m piani       | Bronzo     | 23"76       | Miglior prestazione personale |
| 2017 | Europei U20             | Grosseto | 100 m piani       | Semifinale | 12"08       |                               |
| 2017 | Europei U20             | Grosseto | 200 m piani       | Batteria   | dq          |                               |
| 2017 | Europei U20             | Grosseto | 4x100 m           | Batteria   | dnf         |                               |
| 2018 | Mediterraneo U23        | Jesolo   | 100 m piani       | 6ª         | 11"70       |                               |
| 2018 | Mediterraneo U23        | Jesolo   | 200 m piani       | 8ª         | 24"70       |                               |
| 2019 | Mediterraneo U23 indoor | Miramas  | 60 m piani        | Argento    | 7"44        | [ 5 ]                         |
| 2019 | Europei indoor          | Glasgow  | 60 m piani        | Batteria   | 7"42        | [ 6 ]                         |
| 2019 | Giochi europei          | Minsk    | 100 m piani       | 8ª         | 11"62       |                               |
| 2019 | Universiade             | Napoli   | 100 m piani       | Semifinale | 11"75       |                               |
| 2019 | Universiade             | Napoli   | 200 m piani       | Batteria   | 24"34       |                               |
| 2019 | Universiade             | Napoli   | 4x400 m           | Batteria   | 3'37"94     |                               |
| 2019 | Europei U20             | Borås    | 100 m piani       | 7ª         | 11"66       |                               |
| 2021 | Europei U23             | Tallinn  | 100 m piani       | Semifinale | 11"44       |                               |
| 2021 | Europei U23             | Tallinn  | 200 m piani       | 8ª         | 23"74       |                               |
| 2022 | Giochi del Mediterraneo | Orano    | 100 m piani       | 8ª         | 11"86       | [ 7 ]                         |
| 2023 | Giochi universitari     | Chengdu  | 4x100 m           | Batterie   | 45"20       |                               |

## Campionati nazionali
- 2 volte campionessa nazionale turca indoor dei 60 m piani (2020, 2021)

2020
- Oro ai campionati turchi indoor (Istanbul), 60 m piani - 7"32

2021
- Oro ai campionati turchi indoor (Istanbul), 60 m piani - 7"44
- 6ª ai campionati turchi (Bursa), 100 m piani - 12"98

## Altre competizioni internazionali
2017
- Argento ai Giochi della solidarietà islamica ( Baku), 100 m piani - 11"71
- 5ª ai Giochi della solidarietà islamica ( Baku), 200 m piani - 24"14
- ritirate ai Giochi della solidarietà islamica ( Baku), staffetta 4x100 m
- Bronzo ai Giochi della solidarietà islamica ( Baku), staffetta 4x400 m - 3'41"29
- 7ª ai Campionati europei a squadre, ( Vaasa), 100 m piani - 11"98
- 8ª ai Campionati europei a squadre, ( Vaasa), 200 m piani - 24"43
- 7ª ai Campionati europei a squadre, ( Vaasa), staffetta 4x100 m - 46"05

2018
- Oro ai Campionati balcanici indoor - ( Istanbul), 60 m piani - 7"38

2019
- 6ª ai Campionati balcanici indoor - ( Istanbul), 60 m piani - 7"38
- 6ª ai Campionati europei a squadre, ( Sandnes), 100 m piani - 11"91
- 6ª ai Campionati europei a squadre, ( Sandnes), 4x100 m - 45"90
- 5ª ai Campionati balcanici - ( Pravets), 100 m piani - 11"69
- 6ª ai Campionati balcanici - ( Pravets), 200 m piani - 23"93

2020
- Argento ai Campionati balcanici indoor - ( Istanbul), 60 m piani - 7"38

2021
- 11ª ai Campionati europei a squadre, ( Cluj-Napoca), 4x100 m - 45"07